# Pussy (сингл Rammstein)
«Pussy» — двадцять четвертий сингл групи «Rammstein». Офіційна дата виходу синглу — 18 вересня 2009 року. Куплети у пісні написані німецькою мовою, а приспів англійською мовою. Перше промо-відео було поміщено в мережу 1 вересня 2009 на сайті «The Gauntlet».

## Відеокліп
Відеокліп група офіційно розмістила на сайті порнографічного характеру visit-x.net. Знятий режисером Йонасом Окерлундом, який вже знімав кліп для «Rammstein» на пісню «Mann gegen Mann». У кліпі показані порнографічні вставки за участю самих артистів. Переважно всі учасники кліпу кохаються в готелі. У кліпі Тілль кохається з працівницею готелю, Пауль в ролі ковбоя та Ріхард приносить свою коханку у валізі та дістає її. А ось Шнайдер кохається в офісній атмосфері, Олівер займається мазохізмом, а Лоренц — лесбійством. Одним словом  різні прояви сексу.

## Список композицій
| #  | Назва                | Тривалість |
| -- | -------------------- | ---------- |
| 1. | «Pussy» (Radio Edit) | 3:48       |
| 2. | «Rammlied»           | 5:19       |

## Над синглом працювали
1. Тілль Ліндеманн — вокал
2. Ріхард Круспе — соло-гітара, бек-вокал
3. Пауль Ландерс — ритм-гітара, бек-вокал
4. Олівер Рідель — бас-гітара
5. Крістоф Шнайдер — ударні
6. Крістіан Лоренц — клавішні